# Stuck in the Middle (BabyMonster)
Stuck in the Middle è un singolo discografico del girl group sudcoreano BabyMonster, pubblicato il 1º febbraio 2024 ed estratto dall'EP BabyMons7er.

## Tracce
- Download digitale

1. Stuck in the Middle – 4:06